# Cosmopolita sense arrels
El terme cosmopolita sense arrels (rus: безродный космополит, "bezrodniy kosmopolit") era un eufemisme emprat a la Unió Soviètica durant la campanya antisemita iniciada per Ióssif Stalin de 1948 a 1953, i que culminà amb el "descobriment" del suposat Complot dels Metges. Els anomenats cosmopolites sense arrels sovint eren els intel·lectuals jueus, acusats de manca de patriotisme o de lleialtat al règim. L'expressió va ser inventada pel crític literari rus Vissarion Belinski per descriure autors que ell considerava mancats de caràcter nacional (rus).

## Context històric
Cap a finals de la Segona Guerra Mundial i durant els anys que la seguiren, el Comité Jueu Antifeixista (CJA) va aconseguir tenir una rellevància enorme entre els jueus que romangueren a la Unió Soviètica després de l'Holocaust. A Occident es coneixia com l'òrgan representatiu dels jueus soviètics. Ja que les seves activitats de vegades contradeien les ordres i polítiques oficials de l'Estat, com en el cas de la publicació d'El llibre negre, el Comité començà a fer nosa a les autoritats estalinistes. La comissió judicial central del PCUS va arribar al dictamen que el CJA, en lloc d'ocupar-se de la "lluita contra les forces de la reacció internacional", continuava la línia del Bund. Aquesta decisió era fatal per al Comité, ja que les ordres del moment era que les persones que havien estat membres del Bund havien de ser "purgades".
El gener de 1948 el cap de la CJA, l'actor popular i figura de renom mundial Solomon Mikhoels, fou assassinat pel Ministeri Soviètic d'Afers Exteriors per ordres de Stalin. El seu assassinat va ser encobert en forma d'accident de carretera: mentre Mikhoels hauria estat passejant, un tractor l'hauria atropellat en un carreró estret. L'arrest dels membres del CJA i la seva eliminació van ser els següents passos.
La Unió Soviètica va votar a favor del Pla de les Nacions Unides per a la partició de Palestina de 1947 i el maig de 1948 va reconèixer l'establiment de l'Estat d'Israel a la regió, dotant-lo d'armament enviat des de Txecoslovàquia, malgrat l'embargament durant la guerra araboisraeliana de 1948. Bona part dels jueus de la URSS simpatitzaven amb Israel i enviaren milers de cartes a la CJA, que formalment encara existia, amb ofertes de contribuir al conflicte o fins i tot de participar-hi com a voluntaris.
El setembre de 1948 la primera ambaixadora israeliana a la URSS, Golda Meïr, va arribar a Moscou. Una gran quantitat de visitants (al voltant de 50.000) li donaren la benvinguda en el seu camí cap a la sinagoga de la ciutat durant el Yom Kippur i el Roix ha-Xanà. L'edició del 21 de setembre de 1948 del Pravda contenia l'article d'Ilià Erenburg titulat "Sobre una carta" en el qual criticava les actituds antisemites però considerava que el destí dels jueus soviètics era l'assimilació en una sola "nació soviètica". Més endavant Ehenburg revelà que havia redactat aquest article per ordres del Politburó.
Aquests esdeveniments es correspongueren amb la renovada actitud de la propaganda oficial de fomentar el nacionalisme rus en el context de la cada cop més hostil Guerra Freda i la revelació que Israel havia pres la via occidental. A la Unió Soviètica els jueus començaren a ser vistos amb sospita per les seves connexions internacionals i per la seva redescoberta consciència nacional.
Com que els Estats Units esdevenia el principal opositor de la Unió Soviètica, la URSS va canviar de bàndol a la guerra araboisraeliana i començà a donar suport a la facció àrab, primer políticament i més endavant proporcionant-li suport militar. David Ben-Gurion declarà el seu suport pels EUA a la Guerra de Corea tot i l'oposició de l'esquerra d'Israel. A partir de 1950 les relacions internacionals entre Israel i la Unió Soviètica es convertiren en part primordial de la Guerra Freda—el qual suposaria problemes als jueus soviètics que donaven suport a l'Estat d'Israel, o als jueus que les autoritats soviètiques acusaven amb raó o sense de deslleialtat.

## "Sobre un grup antipatriòtic de crítics teatrals"
La fase agressiva d'aquesta campanya estatal s'inicià el 28 de gener de 1949 amb un article titulat "Sobre un grup antipatriòtic de crítics teatrals" aparegué al Pravda, un dels diaris oficials del Comité Central del Partit Comunista:

"cosmopolites desenfrenats i malintencionats, especuladors sense arrels ni consciència... Criats en el llevat podrit del cosmopolitanisme burgès, de la decadència i el formalisme, ciutadans no-indígenes sense pàtria, que enverinen amb la seva fetidesa... la nostra cultura proletària." ... "Què és el que A. Gurvitx pot entendre del caràcter nacional d'un home rus soviètic?"

Les teories conspiratòries encoratjades per l'estalinisme durant la Gran Purga anaren acompanyades d'una croada mediàtica per descobrir qui estava darrere de pseudònims.
Molts escriptors que feien servir la llengua jiddisch foren arrestats i executats durant l'anomenada Nit dels Poetes Assassinats. Els teatres i diaris jiddisch van ser tancats, mentre que les obres d'alguns autors jueus entre els quals es trobaven Eduard Bagritski, Vassili Grossman, Mikhaïl Svetlov, Iòsif Utkin o Borís Pasternak foren segrestats de les biblioteques. Fins i tot la dona de Viatxeslav Mólotov, Polina Jemtxujina, que era jueva, no va escapar a l'arrest el 1949.
La filla de Stalin, Svetlana Ióssifovna Al·lilúieva escrigué en la seva obra Vint cartes a un amic que quan va demanar al seu pare sobre el seu sogre I.G. Morozov (igualment jueu), el dirigent va contestar "Tu no entens res! La generació dels vells està infectada de sionisme i l'estan ensenyant als seus fills." Durant la sessió de l'1 de desembre de 1952 del Politburó, Stalin va anunciar:

"Tots i cadascun dels nacionalistes jueus són agents dels serveis d'intel·ligència americans. Els nacionalistes jueus creuen que la seva nació va ser salvada pels Estats Units (on un es pot fer ric, burgès, etc.). Creuen que tenen un deute amb els americans. Entre els metges hi ha molts nacionalistes jueus."

Erenburg, activista internacional del pacifisme i guanyador del Premi Stalin de 1947, que havia visitat els Estats Units el 1946 i els articles anti-americans del qual reflectien la propaganda soviètica, arribà a tenir tanta por de ser arrestat que escrigué a Stalin una carta demanant-li que "acabés amb la incertesa". Més endavant declarà que es va salvar perquè el règim havia d'amagar aquesta campanya davant d'occident, on els problemes dels jueus soviètics començaven a ser coneguts.

## Resultat
Com a resultat d'aquesta campanya, desenes de jueus soviètics perderen la seva feina. El 1947 els jueus constituïen el 18% de la mà d'obra científica a la Unió Soviètica, mentre que el 1970 aquest nombre només representava el 7%, considerant que formaven del 3 al 4% de la població soviètica de l'època. Un vers jiddisch cantat per Mikhoels desaparegué d'una cançó de bressol de la popular pel·lícula Tsirk que milions de persones se sabien de memòria per les seves reiterades projeccions als cinemes soviètics de la postguerra.
Walter Laqueur, historiador del sionisme, escrigué "Quan durant la dècada del 1950 sota el poder de Stalin els jueus de la Unió Soviètica foren severament atacats i desenes d'ells executats, va ser sota l'estandard de l'antisionisme més que no pas de l'antisemitisme, paraula que havia rebut un mal nom per Adolf Hitler."